# Генріх Бургундський
Ге́нріх Бургу́ндський (нім. Heinrich von Burgund, фр. Henri de Bourgogne), або Енрі́ке Бургу́ндський (порт. Henrique de Borgonha; 1066—1 квітня 1112) — перший граф Португалії (1096—1112). Представник Бургундського дому династії Капетингів. Засновник португальської гілки цього дому. Народився у Діжоні, Бургундія. Син  Генріха Бургундського і Сибілли.  Онук герцога Бургундського Роберта II. Рідний брат бургундських герцогів Гуго I й Еда I. Троюрідний брат французького  короля Філіппа І, сина київської князівни Анни Ярославни. Через відсутність перспектив на батьківщині взяв участь у Реконкісті на Піренейському півострові, допомагав королю Леона і Кастилії Альфонсо VI. Одружився з його позашлюбною донькою Терезою (1093), яка народила Афонсу I, першого короля Португалії. 1096 року отримав Португальське графство від Альфонсо VI, став васалом останнього. Помер в Асторзі, Леон, у 46-річному віці. Похований у Бразькому соборі, Португалія. Оспіваний у «Лузіадах» як звитяжний лицар-хрестоносець. За португальською середньовічною легендою вважався сином угорського короля Андраша І.

## Біографія

### Молоді роки
Генріх Бургундський народився 1066 року в Діжоні, в Бургундському герцогстві. Він був молодшим сином Генріха, сина і спадкоємця бургундського герцога Роберта I. Його родина була однією з найзаможніших у Західній Європі й володіла рядом графств, таких як Шалон, Осер, Невер, Макон і Семюр.
Матір новонародженого хлопця звали Сибіллою. В традиційній генеалогії її прийнято вважати донькою барселонського графа Рамона (Раймунда) І та його дружини Гізели, проте це не підтверджується середньовічними документами. Ймовірно, Сибілла була донькою бургундського графа Рено I, сестрою Раймунда Бургундського, й, відповідно, кузиною свого чоловіка Генріха.
По батьківській лінії тіткою Генріха була королева Констанція, дружина леонського короля Альфонсо VI, а двоюрідним дядьком — клюнійський абат Гуго, один з найвпливовіших людей свого часу. Сам Генріх був далеким кузеном римського папи Калікста II.
Генріх мав двох старших братів — Гуго I та Ед I. Після смерті батька вони почергово успадкували Бургундське герцогство.

### Реконкіста
Після поразки від Альморавідів 23 жовтня 1086 року в битві при Залаці, леонський король Альфонсо VI звернувся до християн по той бік Піренеїв допомогти у справі Реконкісти. На його заклик відгукнулося багато французьких лицарів, серед яких були бургундський граф Раймунд Бургундський, тулузький граф Раймунд IV і також Генріх Бургундський. Останній як молодший син не мав прав на успадкування батьківського багатства і титулів, тому охоче приєднався до хрестоносців.
Традиційно вважається, що вперше Генріх з'явився на Піренейському півострові під час походу 1087 року. Проте джерела фіксують його перебування тут лише з 1096 року, коли він отримав підтвердження на володіння поселеннями Гімарайш і Конштантін. У документах від 1 жовтня 1096 і 19 січня 1097 року Генріх згадується як граф Тордесільяський.
Усі троє французьких лицарів, що прибули до двору короля Альфонсо VI, одружилися з його доньками. Зокрема, Раймунд Бургундський став чоловіком майбутньої королеви Урраки, Раймонд Тулузький побрався із Ельвірою, а Генріх узяв за дружину Терезу, позашлюбну доньку короля від панни Хімени Муньйоз.
Він допоміг королю Альфонсо VI Кастильському завоювати сучасну Галісію і північ Португалії, в нагороду одружився з його дочкою Терезою Леонською в 1093. Як придане дружини Генрі отримав титул графа Португалії, яка в той час була феодальним володінням Королівства Леон.
Генріх помер 24 квітня 1112 року в Асторзі і був похований в соборі Браги.

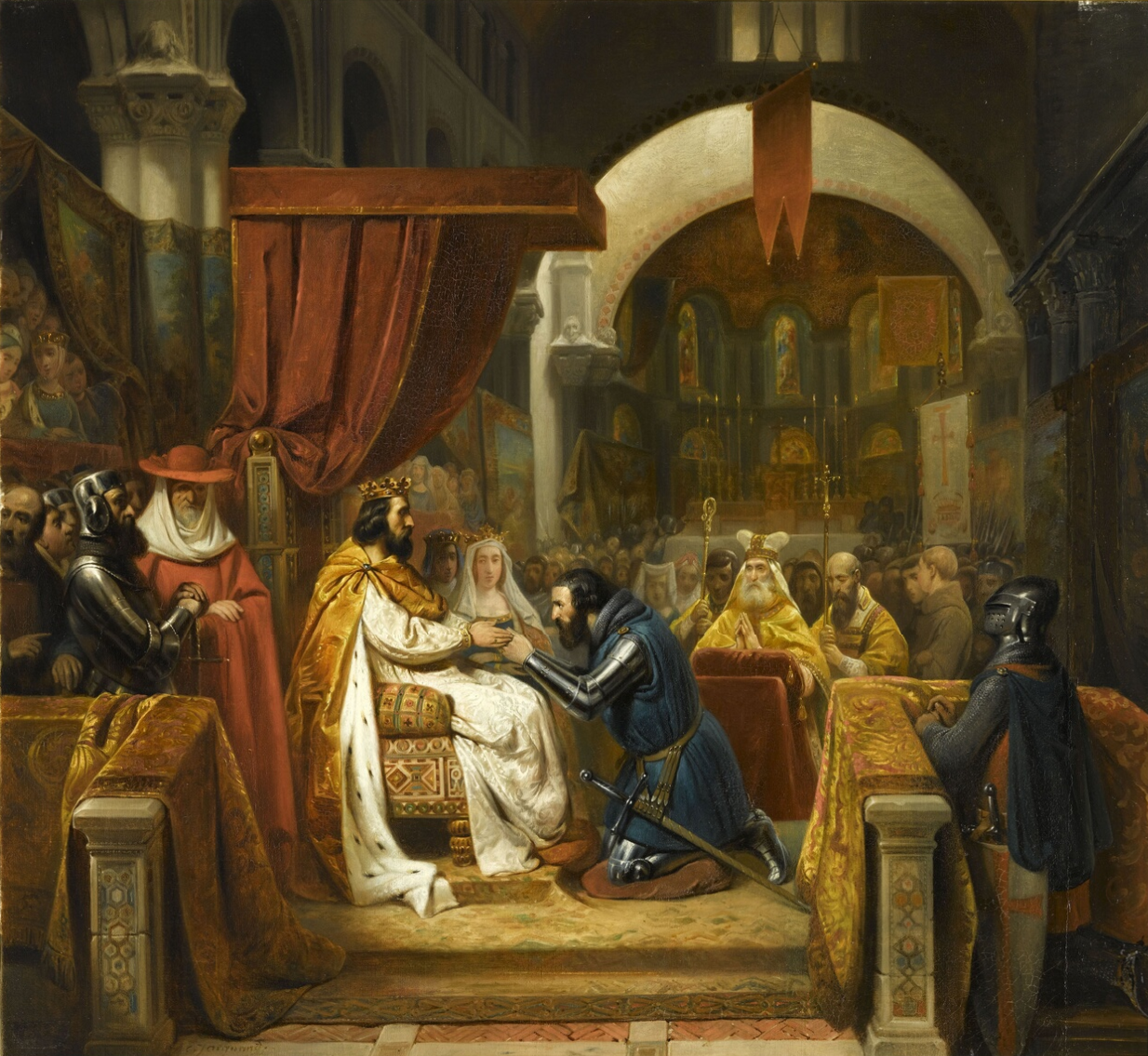
Вручення графства
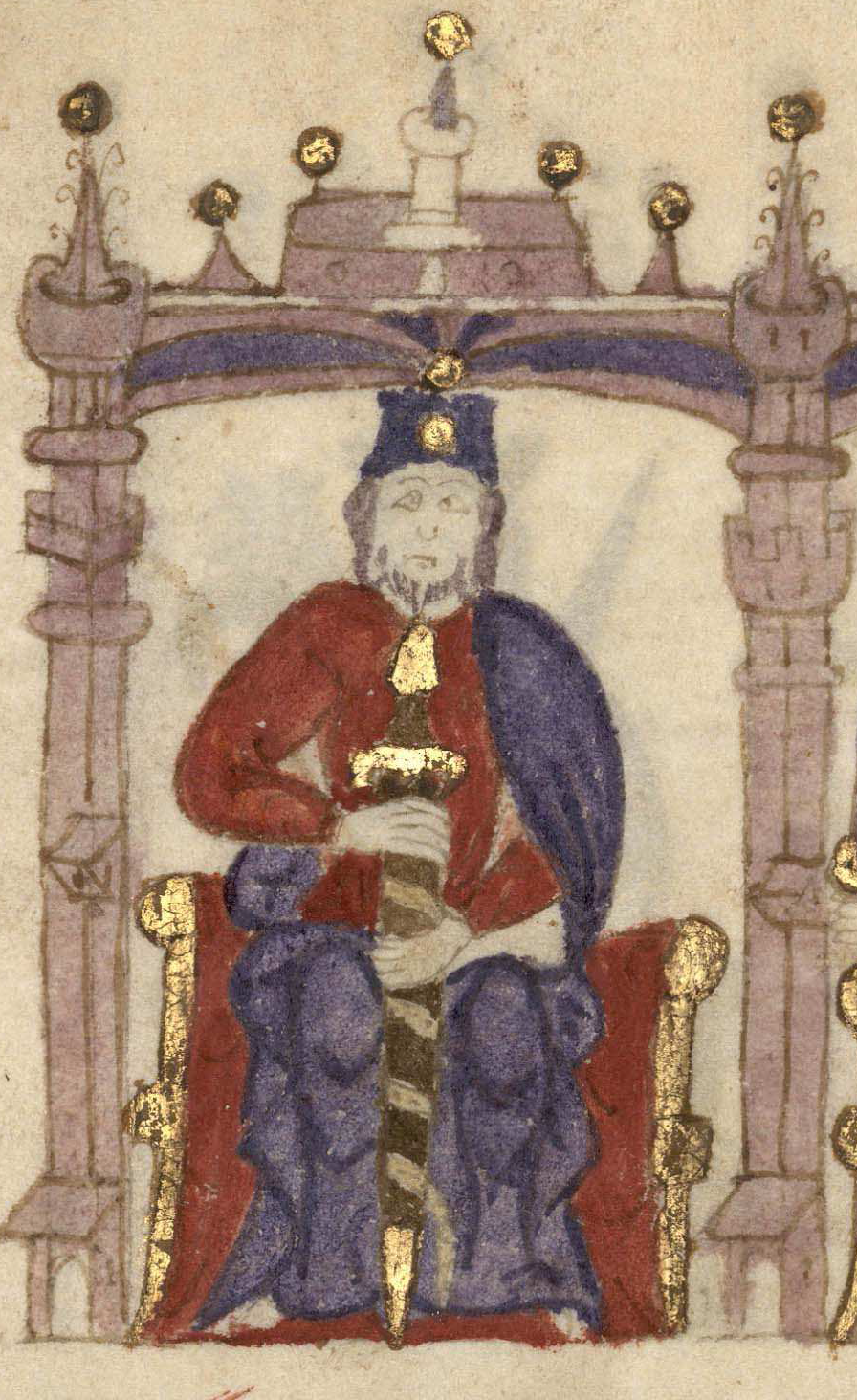
Уявний портерт (1310-ті)
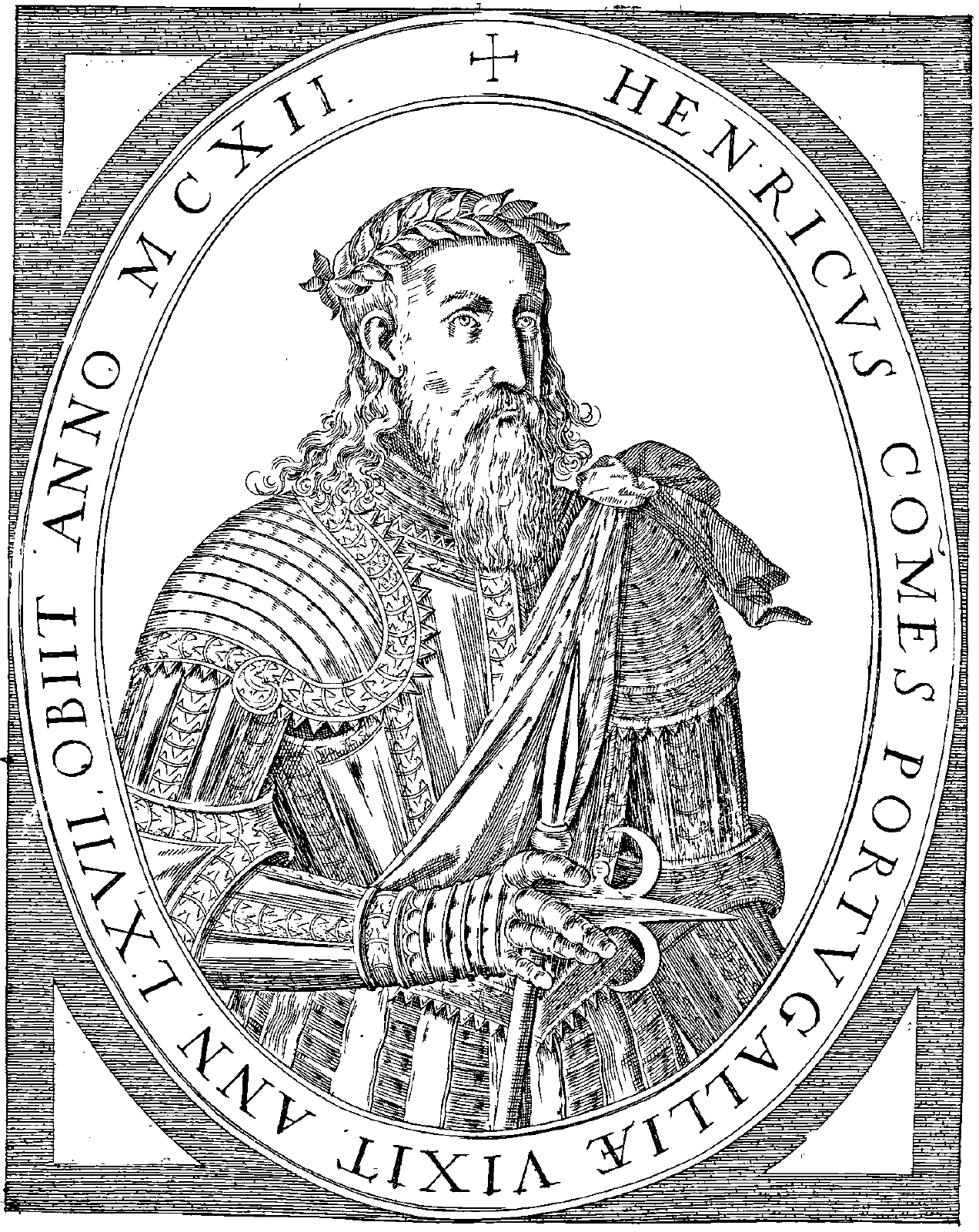
Уявний портерт (1603)
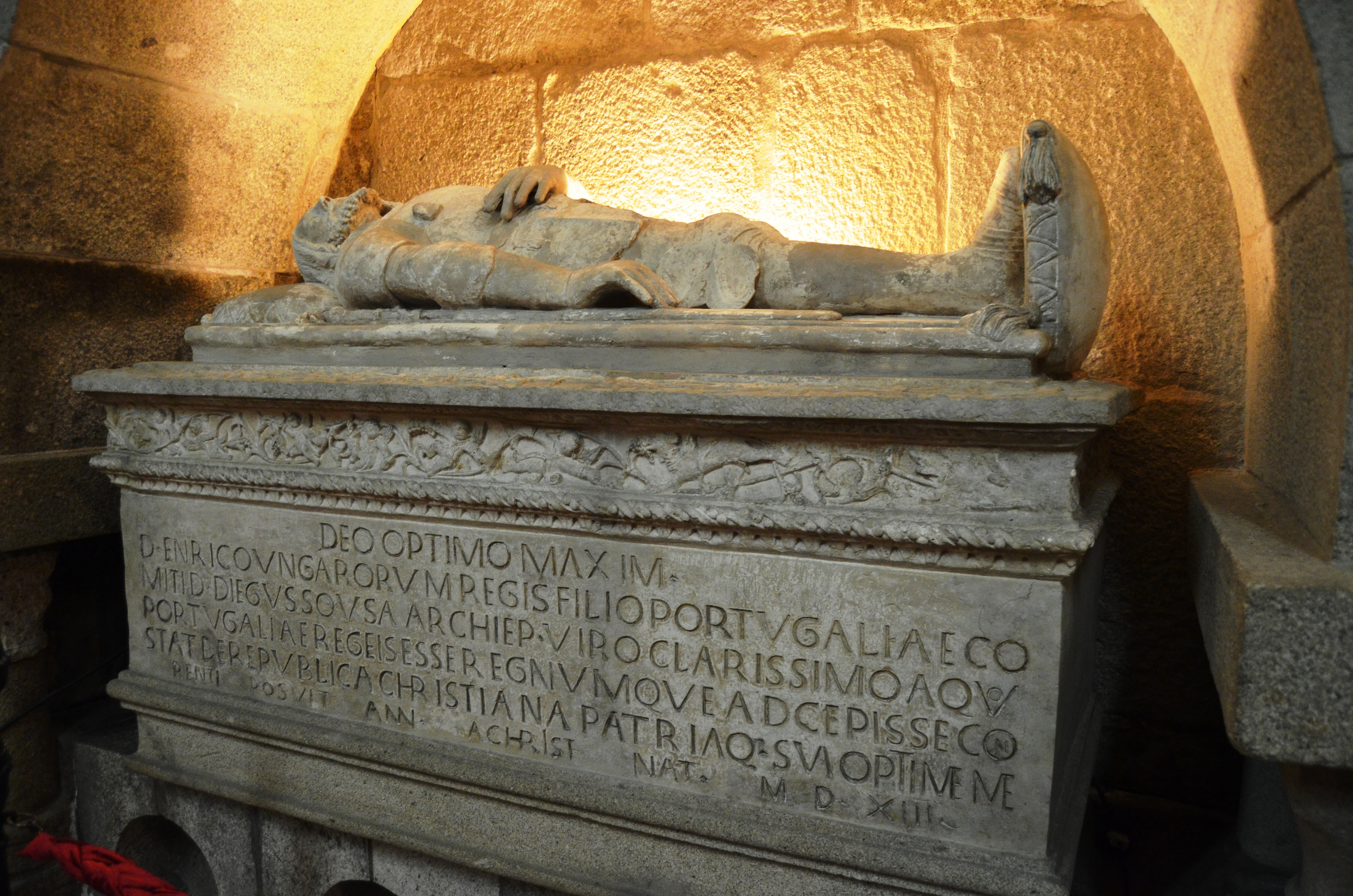
Гробниця

## Родина

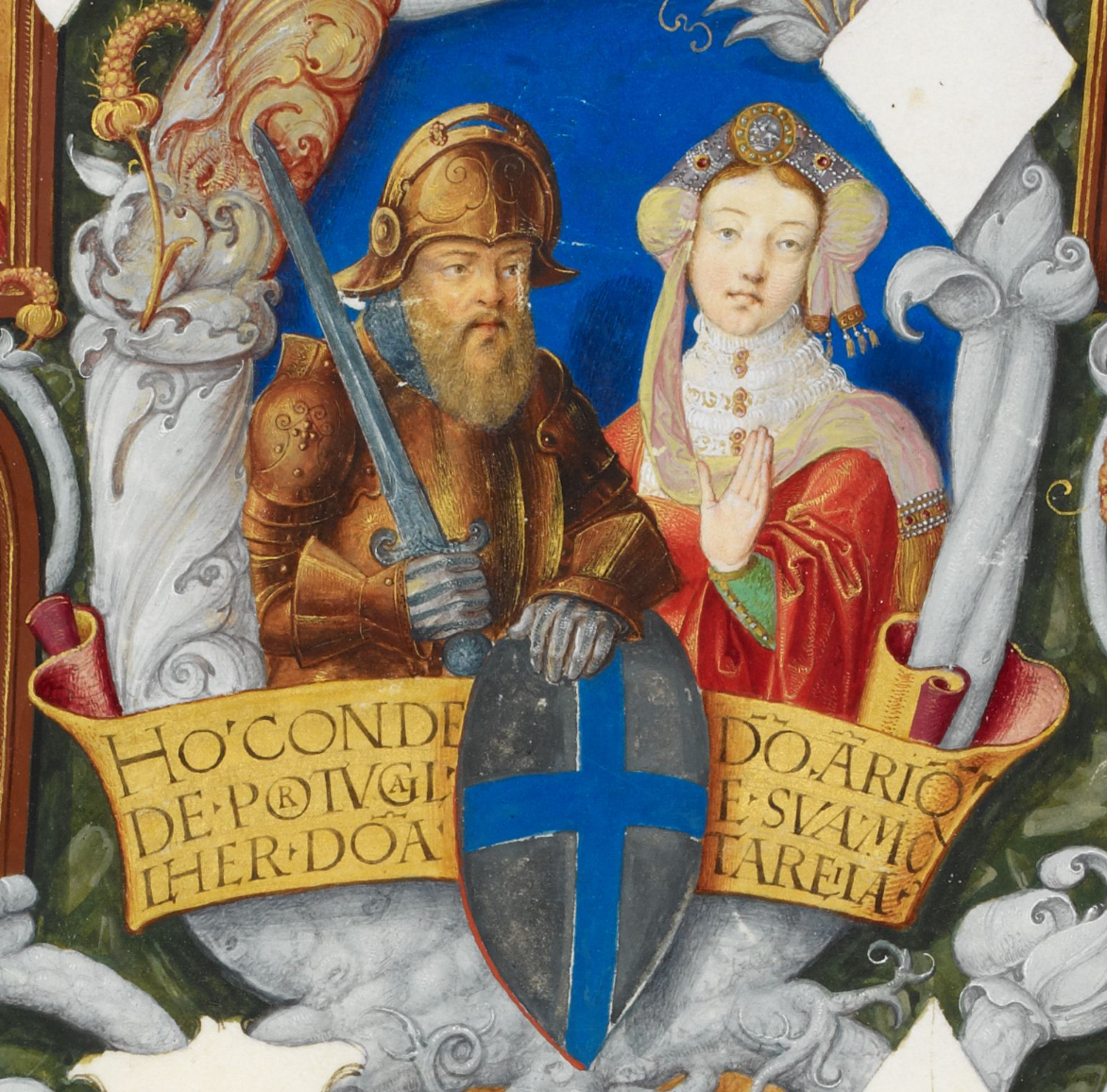
Генріх Бургундський та Тереза Леонська («Генеалогія королів Португалії», 1530—1534)

Дружина (з 1093) — Тереза Леонська (1083—1130), позашлюбна донька кастильсько-леонського короля Альфонсо VI.
Діти:
- Уррака (1095/1097—1173) —  ∞ Бермуда Перес де Трава, галісійський вельможа.
- Санша (1097—1163) —  ∞ 1. Санчо Нуньєс, галісійський вельможа, граф Селанови, ∞ 2. Фернан Мендеш ІІ, португальський вельможа.
- Тереза (1098) — португальська інфанта; померла в дитячому віці
- Енріке (1106—1110) — португальський інфант; помер у дитячому віці.
- Афонсу I (1109—1185) — граф Португалії (1112—1139), перший король Португалії (1139—1185).
- Педру (?—1165) — монах в монастирі Алкобаса, де був і похований[8].

## Пам'ять
Генріх Бургундський вшановується у Португалії як один із батьків-засновників країни. Йому присвячена низка творів мистецтва і літератури. Зокрема, образ Генріха як звитяжного лицаря-хрестоносця і переможця мусульманських загарбників увіковічнив португальській поет Луїс де Камоенс у своїй поемі «Лузіади». За португальською середньовічною легендою Генріх вважався сином угорського короля — Андраша І від київської князівни Анастасії.
| Португальський оригінал |  | Український переклад. |
| --- |  | --- |
| 25 "Destes Anrique, dizem que segundo Filho de um Rei de Ungria exprimentado, Portugal houve em sorte, que no mundo Então não era ilustre nem prezado; E, para mais sinal d'amor profundo, Quis o Rei Castelhano, que casado Com Teresa, sua filha, o Conde fosse; E com ela das terras tornou posse. 26 "Este, depois que contra os descendentes Da escrava Agar vitórias grandes teve, Ganhando muitas terras adjacentes, Fazendo o que a seu forte peito deve, Em prémio destes feitos excelentes, Deu-lhe o supremo Deus, em tempo breve, Um filho, que ilustrasse o nome ufano Do belicoso Reino Lusitano. 27 "Já tinha vindo Anrique da conquista Da cidade Hierosólima sagrada, E do Jordão a areia tinha vista, Que viu de Deus a carne em si lavada; Que não tendo Gotfredo a quem resista, Depois de ter Judeia sojugada, Muitos, que nestas guerras o ajudaram, Para seus senhorios se tornaram; 28 "Quando chegado ao fim de sua idade, O forte e famoso Úngaro estremado, Forçado da fatal necessidade, O espírito deu a quem lhe tinha dado, Ficava o filho em tenra mocidade, Em quem o pai deixava seu traslado, Que do mundo os mais fortes igualava; Que de tal pai tal filho se esperava. |  | 25 Між них Енріке був (це, кажуть, другий Син короля угорського й вояк), Він Португалію в той час напругий Дістав у володіння як-не-як; Король Кастилії за всі заслуги Хотів, являючи любові знак, Аби він графом став, а він і став же, Його дочку Тересу в жони взявши. 26 Синів Агарі там перемагав Енріке сам, ясна для нас людина, Багато він земель відвоював, Щоб ширилась, міцніла батьківщина. І в нагороду за величчя справ Пан Бог йому дав невдовзі сина, Який високе вславив би ім'я, Що в славі Португалії сія. 27 Ходив Енріке на війну жадану – Єрусалим відвоювать святий – І, знай же, бачив там пісок Йордану , Де Богові зосталися сліди; (Затим, як Іудею недріманну Вдалося Годфруа перемогти, Багато з тих, хто з ним її впокорив, Там обернулось на його сеньйорів). 28 Коли, доживши до сумних сивин, Угорець, що завзяттям відзначався, Покинув задля інших верховин Цей білий світ і з Богом пострічався, Лишився після нього юний син, Який з дитинства бути обіцявся В звитязі схожим на свого вітця, Як був на нього схожий і з лиця. |